# Marquesado de Alboloduy

Escudo de Alboloduy, en cuyo cuartel derecho se representan las Armas de los Señores de Gor que más adelante serían duques de Gor, abuelos de la primera marquesa

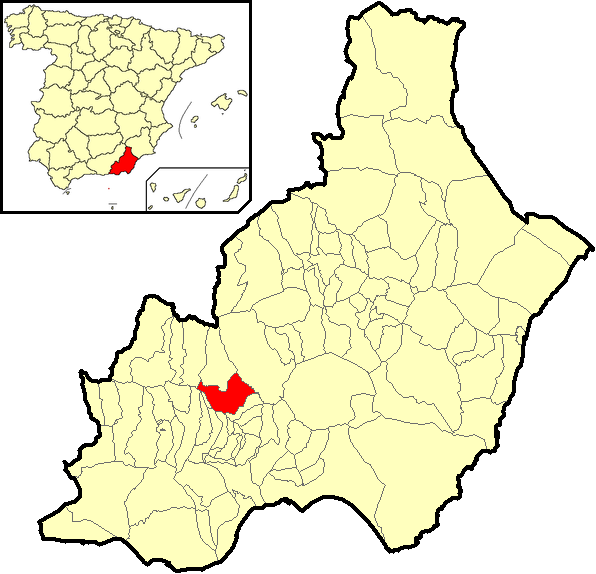
Localización de Alboloduy

El marquesado de Alboloduy, es un título nobiliario español, creado por Real Despacho el 12 de diciembre de 1863, por la reina Isabel II, a favor de María Elvira Fernández de Córdoba y Álvarez de las Asturias Bohorques, casada con el entonces alcalde de Jerez de la Frontera y diputado en Cortes, José Cayetano Adorno y Fuentes, nieto de Agustín Adorno Spínola, IV conde de Montegil.
María Elvira, era hija de Joaquín Fernández de Córdoba y Álvarez de las Asturias Bohorques, XIII marqués de Povar, y de María del Carmen Álvarez de las Asturias Bohorques y Giráldez I condesa de Santa Isabel.
Su denominación, hace referencia a la localidad de Alboloduy, en la provincia de Almería.

## Marqueses de Alboloduy
|                        | Titular                                                                     | Periodo                |
| Creación por Isabel II | Creación por Isabel II                                                      | Creación por Isabel II |
| ---------------------- | --------------------------------------------------------------------------- | ---------------------- |
| I                      | María Luisa Elvira Fernández de Córdova y Álvarez de las Asturias Bohorquez | 1863-                  |
| II                     | Joaquín Fernández de Córdova y Osma                                         | 1895-                  |
| III                    | Rafael Alonso Fernández de Córdova y Mariátegui, Osma y Pérez de Barradas   |                        |
| IV                     | Gonzalo Alfonso Fernández de Córdova y Larios                               | 1993-1996              |
| V                      | Fernando Fernández de Córdova y Hohenlohe-Langenburg, Larios e Yturbe       | 1996- actual titular   |

## Historia de los marqueses de Alboloduy
- I marquesa: María Luisa Elvira Fernández de Córdova-Figueroa y Álvarez de las Asturias Bohorquez (1842-1917).[1]

Se casó con José Cayetano Adorno y Fuentes, diputado en Cortes y alcalde de Jerez de la Frontera, gentilhombre del rey Alfonso XIII y nieto de Agustín Adorno Spínola, IV conde de Montegil. En Madrid tenían su residencia en la calle Ballesta, 30.  Sin descendientes. Le sucedió, el hijo del hermano de su madre, Fernando, VII duque de Arión, y de su esposa Blanca Rosa de Osma y Zavala, por tanto su primo carnal:
- II marqués: Joaquín Fernando Fernández de Córdona y Osma (Biarritz, 21 de septiembre de 1870-1957),[1] VIII duque de Arión, II duque de Cánovas del Castillo, XI marqués de Mancera, XI de Malpica, XV de Povar, II de la Puente, V de la Puente y Sotomayor, IV de Griñón, II de Cubas, X de Valero, II conde de Santa Isabel y X de Berantevilla.

Contrajo matrimonio el 1 de diciembre de 1905 con María de la Luz de Mariátegui y Pérez de Barradas III marquesa de Bay'. Le sucedió su hijo:
- III marqués: Rafael Alonso Fernández de Córdoba y Mariátegui (1910-1923),[1] XII marqués de Mancera. Al no tener descendencia, el título quedó vacante[1] hasta que fue rehabilitado en 1993 por el hijo de su hermano Fernando , XVI marqués de Povar, y de su esposa Natalia Larios, su sobrino:

- IV marqués: Gonzalo Fernández de Córdoba Larios[2] (1934-2013), IX duque de Arión, III duque de Cánovas del Castillo, XIII marqués de Mancera, XIII de Malpica, XI de Valero, XVII de Povar y IV marqués de Bay.

Se casó en primeras nupcias con la princesa alemana Beatriz de Hohenlohe-Langenburg e Yturbe, y tras su divorcio, en segundas nupcias con María Reyes Mitjans Verea, marquesa de Ardales. En 1996 cedió el título a su hijo de su primer matrimonio:
- V marqués: Fernando Fernández de Córdova y Hohenlohe-Langenburg, Larios e Yturbe (2013-).[3]